# Selago compacta
Selago compacta är en flenörtsväxtart som beskrevs av Robert Allen Rolfe. Selago compacta ingår i släktet Selago och familjen flenörtsväxter. Inga underarter finns listade i Catalogue of Life.